# یوشیشیگه یوشیدا
یوشیشیگه یوشیدا (انگلیسی: Yoshishige Yoshida؛ زادهٔ ۱۶ فوریهٔ ۱۹۳۳) کارگردان و فیلم‌نامه‌نویس اهل ژاپن است.